# Hrvatski dom u Bugojnu
Hrvatski dom je kulturna građevina Hrvata u Bugojnu. 
Izgrađena je i otvorena 1925. godine. Za bugojanske Hrvate bio je važno mjesto kulturnog izražavanja i uzdizanja. Položaj i uloga Doma mijenjale su se usporedo s društvenim i državnim prilikama.
Poslije Drugog svjetskog rata zgrada je nacionalizirana. Predana je Općini Bugojno, odnosno Kulturnome centru. 
Denacionalizacijama nakon pada komunizma zgrada je predmet restitucije. Nakon pada Bugojna u muslimansko-hrvatskom sukobu 1993. godine dodijeljena na korištenje Aktivnoj islamskoj omladini. U nj se uselila Aktivna islamska omladina iste godine. Pretkraj 90-ih postignut je sporazum da je HKD Napredak dobio nazad donji kat zgrade. Aktivna islamska omladina napustila je taj kat, a koristila se još uvijek gornjim katom za koji je bilo predviđeno da ga napusti do 20. lipnja 2000. i zgradu vradi Kulturno-športskom centru, zakonitom pravnom nasljedniku zgrade. Mukotrpno razdoblje povrata zgrade ostvareno je sporazumom s tadašnjim Uredom visokog predstavnika u Bugojnu, konkretno s povjerenikom za Bugojno uime OHR-a Ulrichom Bucherom.
Dom je vraćen i nakon obnove 2016. stavljen u kulturne potrebe hrvatskoga naroda. Obnovu je vodio Zdenko Antunović. Financirala ju je najvećim dijelom Vlada SBŽ uz više jednokratnih financijskih potpora Vlade RH. Hrvatski dom je danas središte kulturnog života Hrvata u Bugojnu. U Hrvatskom domu danas se nalaze i djeluju podružnica HKD Napredak, kinodvorana s 200 sjedećih mjesta gdje se održavaju različite prigodne priredbe i koncerti, predstavljanja knjiga, knjižnica, ured Udruge hrvatskih invalida Domovinskoga rata, dvorana sa stalnim postavama likovnih djela, caffe bar “Napredak”. Kompletiranje knjižnice i nabavu narodnih nošnji za folklornu i glazbenu sekciju mnogo je pomogla Hrvatska Vlada. Veliki donator ustanove je i vlasnik Agroproteinke iz Zagreba, Bugojanac Ante Grlić Radman.